# David Mortimer
David Mortimer (Connemara, 23 augustus 1975) is een golfprofessional uit Ierland.

## Amateur
Als amateur speelde Mortimer vanaf 1994 in het Ierse nationale jeugdteam. Van 1994-2002 speelde hij ook in het Connacht Senior Interprovincial team. In 2000 werd hij geselecteerd voor de Governor Hugh Carey Cup.

### Teams
- Governor Hugh Carey Cup: 2001

## Professional
Mortimer geeft sinds juli 2006 les op de GUI Golf Academy en speelt de toernooien van de Ierse OGA. In 2010 won hij voor de tweede keer het Iers PGA Kampioenschap op Seapoint Golf Club nadat hij een week eerder op Dundonalds Links zich had geplaatst voor de tweede ronde van de Tourschool.

## Gewonnen
- 2004: PQI van de Tourschool op de St Annes Old Links
- 2006: Iers PGA Kampioenschap
- 2010: Castlewarden Golf Club Pro-Am in Zürich, Glenmuir PGA Kampioenschap op de The Heritage Golf Club, Iers PGA Kampioenschap